# Кампањола (Виченца)
Кампањола (итал. Campagnola) је насеље у Италији у округу Виченца, региону Венето.
Према процени из 2011. у насељу је живело 75 становника. Насеље се налази на надморској висини од 17 м.